# Elizabeth Haldane
Pour les articles homonymes, voir Haldane.
Elizabeth Sanderson Haldane née le 27 mai 1862 à Édimbourg et morte le 24 décembre 1937 à Auchterarder, est une auteure et traductrice britannique. Elle est connue comme étant la première femme juge de paix en Écosse (1920). Elle est nommée Compagnon d'honneur en 1918. 

## Biographie
Elizabeth Haldane est née le 27 mai 1862 au 17 Charlotte Square, Édimbourg. Son père, Robert Haldane, est originaire d'Auchterarder, dans le Perthshire et sa mère est Mary Elizabeth Sanderson. Elle est la sœur du politicien Richard Burdon Haldane et du médecin John Burdon Sanderson Haldane. Elle reçoit une éducation à domicile, bénéficiant des leçons particulières de ses frères, puis passe quelque temps dans une école de jour à Édimbourg. Elle suit ensuite des cours par correspondance. 
Haldane suit l'exemple  d'Octavia Hill, dont elle a fait la connaissance lors d'une séjour à Londres, en ce qui concerne l'administration de biens que celle-ci avait mis en place dans cette ville. Haldane l'applique à la situation d'Édimbourg, ainsi, en 1884, elle devient coordinatrice du comité du logement de l'union sociale de cette ville. Grâce à ses relations familiales, elle fait la connaissance de Sidney et Beatrice Webb, ainsi que de Bernard Shaw.
Elle suit des cours d'infirmière dans les années 1880 et s'implique dans la création du détachement d'aide volontaire (VAD) à partir de 1908. Elle dirige la Royal Infirmary d'Édimbourg vers 1901 et est membre du comité de la Croix-Rouge écossaise. Dès 1866, elle participe à la campagne électorale de son frère Richard. Elle devient trésorière de la Scottish Women's Liberal Association et soutient les revendications de la National Union of Women's Suffrage Societies. Elle crée une bibliothèque et un institut à Auchterarder et est nommée au comité des écoles de la ville en 1903. Après l'élection de son frère au Parlement, elle passe une grande partie de son temps à Londres.
Elle poursuit des activités littéraires et philosophiques, publiant avec Frances Simson The History of Philosophy (1892), une édition en trois volumes de Hegel, suivi par The Wisdom and Religion of a German Philosopher (1897) et Life of James Ferrier (1899). Sa vie de Descartes (1905) lui vaut un doctorat honoris causa de l'université de St Andrews en 1906. 
Elle fréquente  la reine Alexandra et est amie de Matthew Arnold et George Meredith, celui-ci séjourne à Cloan House en septembre 1890. Elle correspond avec Naomi Mitchison. Durant la Première Guerre mondiale, elle reçoit la médaille de la reine Elisabeth pour son action auprès des soldats belges et en faveur des réfugiés civils belges. Son frère est nommé lord chancellor en 1924 et elle organise l'intendance de son logement de fonction à Londres. 
Elle publie plusieurs essais, The British Nurse in Peace and War (1923), George Eliot and her Times (1927), Mrs Gaskell and her Friends (1930), The Scotland of our Fathers (1933), et Scots Gardens in Old Times (1937). Elle publie des chroniques dans le magazine 
The Scotsman et écrit ses mémoires, intitulés From one Century to another (1937).
Elle meurt à St Margaret's Hospital, Auchterarder, le 24 décembre 1937. Un service religieux est organisé à l'église St Andrew's de la ville.

## Publications
- The Wisdom and Religion of a German Philosopher: Being selections from the writings of G. W. F. Hegel, Londres: Kegan Paul & Co., 1897.
- James Frederick Ferrier, introduction de Richard Haldane, Édimbourg: Oliphant, Anderson et Ferrier, 1899.
- Descartes: His Life and Times, Londres, John Murray, 1905.
- The British Nurse in Peace and War, Londres, John Murray, 1923.
- Mary Elizabeth Haldane: A Record of a Hundred Years, (1825-1925), Londres: Hodder & Stoughton, [1925]; réimpr. Kennedy & Boyd (2009) dans la Naomi Mitchison Library Series ;
- George Eliot et her Times: A Victorian Study, Londres, Hodder & Stoughton, 1927.
- Mme Gaskell and her friends, Londres, Hodder & Stoughton, 1930.
- The Scotland of our Fathers: A Study of Scottish Life in the Nineteenth Century, Londres, Alexander Maclehose & Co., 1933.
- Scots Gardens in Old Times, 1200–1800, Londres, Alexander Maclehose & Co., 1934.
- From One Century to Another: The Reminiscences of Elizabeth S. Haldane, Londres, Alexander Maclehose & Co., 1937.

### Traductions
- Hegel's History of Philosophy, trad. avec Frances H. Simson, MA. Londres: K. Paul, Trench, Trübner, 1892-1896.
- Descartes' Philosophical Works, avec G.R.T. Ross, Cambridge University Press, 1911-192.